# Вооружённые силы Южной Осетии
Вооружённые силы Южной Осетии (ВС ЮО; также Силы самообороны Южной Осетии, осет. Хуссар Ирыстоны гарзджын тыхтæ)— совокупность органов военного управления, войск и сил (вооружённые силы) Южной Осетии, предназначенная для защиты свободы, независимости и территориальной целостности частично признанного государства.
ВС Южной Осетии на 2010 год насчитывают 1 250 человек в действующей армии и 15 тысяч человек в резерве. С 2017 года отдельные формирования Вооружённых сил Южной Осетии входят в состав Вооружённых сил Российской Федерации.

## История

### Создание
В самопровозглашённой республике с 1989 года создавалась нелегальная армия: вначале в каждом районе Южной Осетии имелась своя вооруженная группа, «отряд самообороны», во главе с полевым командиром. Первым командующим вооружёнными силами непризнанной республики стал Олег Тезиев. Первым министром обороны стал Валерий Хубулов. Первой общей вооружённой структурой был ОМОН, командиром которого был назначен полковник Вадим Газзаев. Всем вооружённым отрядам было предложено вступить в ОМОН. В каждом районе организовалось по роте до 60 человек. Самое крупное формирование насчитывало 200 человек. Помимо ОМОНа (численностью 200 человек) были созданы формирования специального назначения. Им же впоследствии была захвачена и грузинская бронетехника. Впоследствии армию Южной Осетии пополнил дивизион самоходных орудий и другое оружие, захваченное жителями Северной и Южной Осетии при непосредственном участии Олега Тезиева в России (во Владикавказе) и на близлежащем военном складе в июне 1992 года.
При этом, согласно статусу самопровозглашённого государства, Южная Осетия не могла иметь собственные вооружённые силы. Дагомысские соглашения 1992 года прямо запретили какую-либо военную деятельность на территории непризнанной республики, предусматривая наличие на её территории только смешанных миротворческих сил (ССПМ) в составе трёх батальонов (осетинского (батальона «Алания»), российского и грузинского).
Несмотря на заявленное в соглашениях требование к роспуску югоосетинских «отрядов самообороны», фактически отряды продолжили существование на неподконтрольных ССПМ территориях.
Согласно данным грузинской разведки, к 2006 году в югоосетинской армии состояло 2,5 тыс. профессиональных солдат и офицеров.
На рубеже 2006—2007 годов Генеральный штаб Вооружённых сил России подготовил «план действий на случай „военной агрессии Грузии в Южной Осетии“», утверждённый президентом России Владимиром Путиным. В рамках этого плана, в частности, велась «подготовка южноосетинских ополченцев».

### Война 2008 года
4 июля 2008 года в самой Южной Осетии была объявлена всеобщая мобилизация, а к 3 августа часть «добровольцев» и казаков с Северного Кавказа подписали контракты непосредственно с министерством обороны Южной Осетии. В результате к началу войны с Грузией регулярная армия Южной Осетии насчитывала 3 000 человек, из этого числа 700 составляли бывшие миротворцы сил ССПМ (каждый батальон которых мог состоять из 500 человек, при этом превышение численности российского и осетинского батальонов также стало нарушением Дагомысских соглашений).

### После войны
После окончания войны в Грузии и признания Россией независимости Южной Осетии произошло снижение численности личного состава и техники в вооружённых силах самопровозглашённого государства.
Согласно подписанному в 2017 году двустороннему Соглашению, отдельные формирования Вооружённых сил Южной Осетии входят в состав Вооружённых сил Российской Федерации.

### Вторжение России на Украину
В ходе российского военного вторжения на Украину вооруженные силы Южной Осетии играли активную роль, отправляя своих бойцов в зону конфликта. Бойцы из Южной Осетии участвовали в боевых действиях как часть 4-й российской военной базы, расположенной в республике, а также в составе различных добровольческих и наемных формирований, в таких как «Шторм Осетия», «Алания» и «Пятнашка».
Президент Южной Осетии Анатолий Бибилов неоднократно заявлял о поддержке войны, называя ее «нашей операцией» и подчеркивая историческую и культурную связь с Россией. В начале конфликта многие жители Южной Осетии добровольно отправились на фронт, считая участие в военных действиях своим долгом.
Ближе к концу Марта 2022, несколько сотен солдат из Южной Осетии отказались участвовать в боевых действиях. Паника среди населения Южной Осетии возросла по мере увеличения числа погибших и раненых, что также способствовало дезертирству и снижению боевого духа.

## Организация
На 2009 год в структуру входили:
- генеральный штаб
- два стрелковых батальона
- мотострелковый батальон
- батальон «Алания» (бывший миротворческий батальон ССПМ)
- взвод разведки
- рота МТО
- рота горного спецназа
- снайперская рота
- рота связи
- инженерная рота
- рота охраны
- рота почётного караула[2]

Министры обороны
- Валерий Хубулов (1993[28]—1996)
- Бала Бестауты (2001—2002)
- Валерий Тедеев (26 декабря 2001 — 1 июля 2003)[29]
- Бала Бестауты (июль — сентябрь 2003)[29]
- Зелим Мулдаров (25 сентября 2003 — 15 апреля 2004)[29]
- Анатолий Баранкевич (6 июля 2004 — декабрь 2006)[29]
- Андрей Лаптев (11 декабря 2006 — март 2008)[29]
- Василий Лунёв (март — октябрь 2008)[29]
- Юрий Танаев (31 октября 2008[30] — 27 июля 2010)[29]
- Валерий Яхновец (2010[31]—2015)
- Анатолий Бибилов (и. о., 2015—2016)
- Ибрагим Гассеев (2016—2022)
- Виктор Фёдоров (и. о., 2022)[32]
- Владимир Пухаев (2022)
- Марат Павлов (август 2022—2024 гг.)[33]
- Инал Сабанов (2024 г. — настоящее время)[34][35]

Командующие
- Олег Тезиев (первый командующий вооружёнными силами РЮО)
- Улифан Тедеев (начальник Генерального штаба Вооружённых сил, 1993—2004)[28]
- Виктор Фёдоров (начальник Генерального штаба Вооружённых сил, 2011—2022)[36]
- Алан Болатаев (начальник Генерального штаба Вооружённых сил, с 2023 года)

## Вооружение
На её вооружении было:
|                              |                |    | 2006 | 2007                      | 2008                      | 2008                      | 2011 |
| ---------------------------- | -------------- | -- | ---- | ------------------------- | ------------------------- | ------------------------- | ---- |
| Основные танки               | Т-55           |    | 26   |                           | 5                         | +80                       | -    |
| Основные танки               | Т-72           | ?  |      | 1                         | 2                         | +80                       |      |
| САУ                          | «Гвоздика»     | 8  |      | 25                        | 25                        | -                         |      |
| САУ                          | «Акация»       | 8  |      | 25                        | 25                        | 12                        |      |
| Гаубицы                      | «Д-30»         | ?  | 72   | 12                        | 12                        | ?                         |      |
| РСЗО                         | БМ-21 «Град»   | 6  | 23   | 6 (согласно Lenta.ru, 23) | 6 (согласно Lenta.ru, 23) | 2                         |      |
| 100-мм противотанковые пушки | МТ-12 «Рапира» | ?  |      | 4                         | 4                         | ?                         |      |
| Миномёты                     | 82-мм          | ?  | 23   | 30                        | 30                        | ?                         |      |
| Миномёты                     | 120-мм         | ?  | 23   | 18                        | 18                        | ?                         |      |
| БМП и БТР                    | БМП-2          | 57 | 80   | 22                        | 22                        | ?                         |      |
| БМП и БТР                    | БТР-70         | ?  | 100  | 14                        | 14                        | ?                         |      |
| зенитно-ракетные комплексы   | «Оса»          | ?  |      | 3                         | 3                         | ?                         |      |
| ракетно-пушечные комплексы   | «Тунгуска»     | ?  |      | 3                         | 3                         | ?                         |      |
| зенитные установки           | ЗУ-23          | ?  |      | 10                        | 10                        | 3 (установлены на ГАЗ-66) |      |
| ПЗРК                         | «Игла»         | 19 |      | около 100                 | около 100                 | около 20                  |      |
| ПЗРК                         | «Стрела»       | 19 |      | ?                         | ?                         | ?                         |      |
| ПТРК                         | «Фагот»        | ?  |      | -                         | -                         | 50                        |      |
| ПТРК                         | «Конкурс»      | ?  |      | -                         | -                         | 50                        |      |
| ПТГ                          | СПГ-9          | ?  |      | -                         | -                         | 10                        |      |
| 1. 2. 3.                     |                |    |      |                           |                           |                           |      |

На вооружении Военно-воздушных сил к началу войны находилось четыре (по данным Lenta.ru, три) вертолёта Ми-8. В настоящее время[когда?] они практически небоеспособны.

## Военно-учебные заведения
С 1 сентября 2010 года в Цхинвале действует кадетское училище

## В культуре
Фильмы
- 2009 год — Олимпиус инферно
- 2011 год — 5 дней в августе
- 2012 год — Август. Восьмого